# Lijst van spelers van Polonia Bytom
Deze lijst bevat voetballers die bij de Poolse voetbalclub Polonia Bytom spelen of gespeeld hebben. De namen zijn alfabetisch gerangschikt.

## A
- Zygmunt Anczok
- Henryk Apostel

## B
- Juraj Balaz
- Jan Banas
- Miroslav Barčík
- Adrian Basta
- Marek Bažík
- Marek Beben
- Maciej Bębenek
- Jan Bem
- Jan Benigier
- Andrzej Bledzewski
- Grzegorz Bochenek
- Dietmar Brehmer
- Piotr Brol
- Jacek Broniewicz
- Jerzy Brzęczek
- Piotr Brzoza
- Maciej Bykowski

## C
- Andrzej Cehelik
- Romuald Chojnacki
- Adrian Chomiuk
- Helmut Cichon
- Tomasz Copik
- Artur Cybulski

## D
- Bogdan Dlugajczyk
- Karol Drej
- Kaspars Dubra
- Marcin Dziewulski
- Jakub Dziolka

## F
- Jacek Falkowski
- Dariusz Fornalak
- Tomasz Foszmańczyk

## G
- Damian Gacki
- Szymon Gąsiński
- Piotr Gierczak
- Łukasz Gikiewicz
- Jacek Gorczyca
- Ryszard Grzegorczyk
- Rafał Grzyb

## H
- Michal Hanek
- Peter Hricko

## I
- Leszek Iwanicki

## J
- Rafal Jablonski
- Pawel Janik
- Dariusz Jarecki
- Hubert Jaromin
- Rafal Jarzombek
- Klaus Jerominek
- Jerzy Jozwiak
- Marjan Jugovic
- Grzegorz Jurczyk
- Marcin Juszczyk

## K
- Mateusz Kaminski
- Vladimir Karalić
- Jan Kauder
- Henryk Kempny
- Seweryn Kielpin
- Lukáš Killar
- Adrian Klepczynski
- David Kobylik
- Marcin Komorowski
- Michal Kordaszewski
- Ireneusz Koscielniak
- David Kotrys
- Ireneusz Kowalski
- Marcin Kowalski
- Radoslav Král
- Krzysztof Krol
- Zygmunt Kulawik
- Piotr Kulpaka
- Jaroslaw Kupis
- Jacek Kuranty

## L
- Jan Liberda
- Povilas Lukšys

## M
- Krzysztof Maciejewski
- Edward Madejski
- Rafal Magaczewski
- Horst Mahseli
- Marcin Malinowski
- Ireneusz Marcinkowski
- Clemence Matawu
- Łukasz Matusiak
- Michał Matyas
- Mariusz Mężyk
- Tomasz Mikołajczak
- Vladimir Milenković
- Michal Misiewicz
- Wojciech Mroz
- Arkadiusz Mysona

## N
- Tomasz Nowak
- Marian Nowara

## O
- Pawel Orzechowski
- Marian Ostafinski
- Tomasz Owczarek

## P
- Damian Paszliński
- Michal Peskovic
- Joachim Pierzyna
- Piotr Plewnia
- Artur Płatek
- Grzegorz Podstawek
- Vasilije Prodanovic
- Mariusz Przybylski

## R
- Marcin Radzewicz
- Wojciech Reiman
- Hubert Robaszek
- Mateusz Rosol
- Mariusz Rózalski
- Artur Rozmus
- Andrzej Rybski

## S
- Waclaw Sasiadek
- Szymon Sawala
- Wojciech Skaba
- Henryk Skromny
- Łukasz Ślifirczyk
- Arkadiusz Sojka
- Valeriy Sokolenko
- Mariusz Solecki
- Tomasz Sosna
- Mariusz Srutwa
- Pavol Staňo
- Grzegorz Starościak
- Krzysztof Strugarek
- Jaroslav Studzizba
- Marcin Suchanski
- Marcel Surowiak
- Dawid Szufryn
- Edward Szymkowiak

## T
- Błażej Telichowski
- Piotr Tomasik
- Kazimierz Trampisz
- Boris Tropanet
- Przemysław Trytko
- Jacek Trzeciak
- Łukasz Tymiński

## U
- Mariusz Ujek

## V
- Blažej Vaščák

## W
- Krzysztof Walczak
- Boguslaw Widawski
- Jaroslaw Wieczorek
- Jozef Wieczorek
- Jakub Wierzchowski
- Walter Winkler
- Jan Wisniewski
- Paweł Wojciechowski
- Robert Wojsyk
- Janusz Wolanski

## Z
- Jakub Zablocki
- Michał Zieliński
- Grzegorz Zmija
- Mateusz Żytko